# Rote Saar
Die Rote Saar ist der knapp 27 Kilometer lange, rechte und südöstliche Quellfluss der Saar in der französischen Region Grand Est, der im Département Moselle verläuft. Sie wird nach Angaben der offiziellen französischen Gewässerdatenbank SANDRE jedoch als Zufluss des Flusses Saar behandelt, der in seinem Oberlauf auch Weiße Saar genannt wird.

## Geographie

### Verlauf

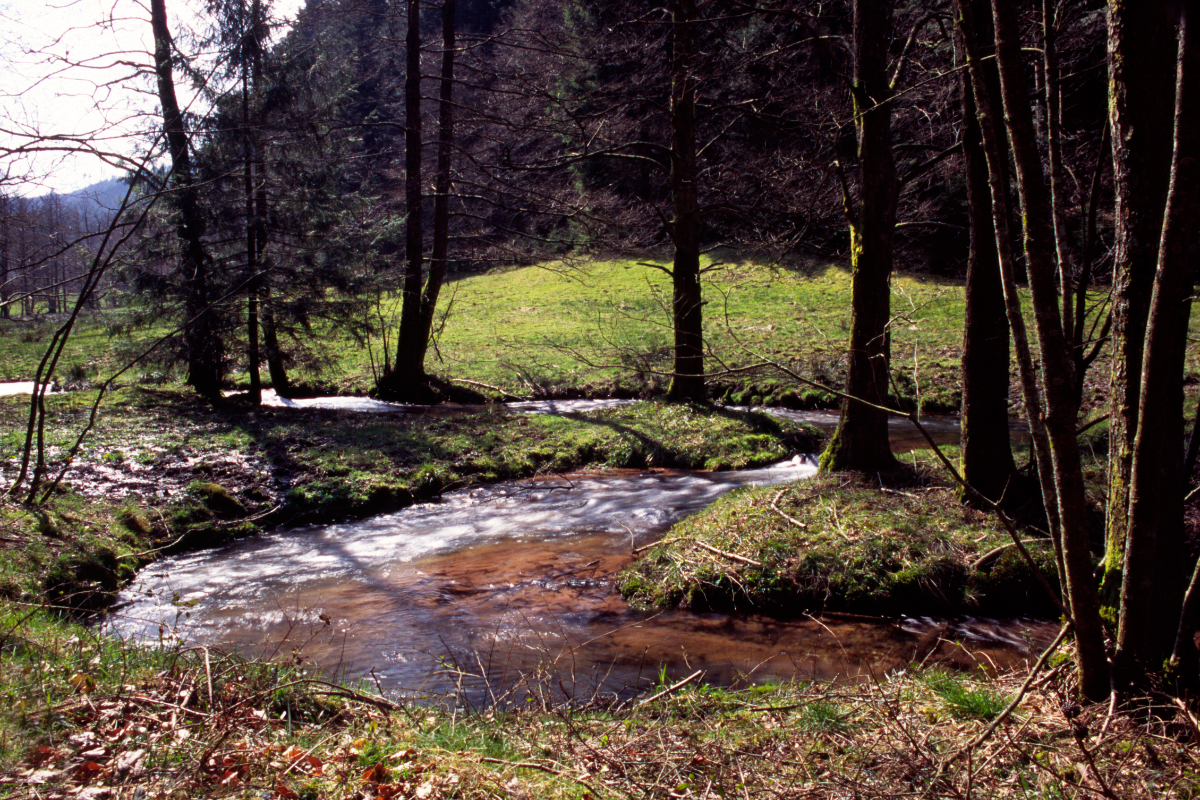
Die Saar am Fuße des Donon (Vogesen)

Die Rote Saar (französisch la Sarre rouge) entspringt an der Hohen Donne (französisch Donon) in den Vogesen. Die Quelle befindet sich bei Abreschviller nahe der Straße D44 auf etwa 812 m Höhe.
Sie fließt durch folgende Gemeinden: Saint-Quirin, Abreschviller, Vasperviller, Métairies-Saint-Quirin, Nitting, Lorquin und Hermelange, alle im Département Moselle gelegen.
Sie vereinigt sich bei Hermelange, südlich von Sarrebourg, auf etwa 262 m Höhe mit der Weißen Saar zur Saar.
Der 26,8 km lange Lauf der Roten Saar endet ungefähr 551 Höhenmeter unterhalb des Ursprungs ihrer Quelle, sie hat somit ein mittleres Sohlgefälle von etwa 21 ‰.

### Zuflüsse
- Ruisseau Basse Langschiess (links), 1,4 km
- Ruisseau de la Vallée d’Abreschviller (rechts), 11,7 km, 21,9 km², 0,45 m³/s
- Ruisseau de Grand Soldat (rechts), 4,5 km
- Ruisseau Basse du Loup (links)
- Ruisseau de St-Quirin (links), 12,1 km, 23,6 km², 0,33 m³/s
- Ruisseau de Voyer (rechts), 6,1 km

## Hydrologie
Beim Zusammenfluss mit der Weißen Saar beträgt die mittlere Abflussmenge (MQ) der Roten Saar 0,94 m³/s; ihr Einzugsgebiet umfasst 107,3 km²
Für den Pegel Vasperviller wurde über einen Zeitraum von 53 Jahren (1968–2020) die durchschnittliche jährliche Abflussmenge berechnet. Im langjährigen Mittel beträgt dort die Abflussmenge 1,46 m³/s und das Einzugsgebiet umfasst mit 89 km² etwa 82,9 % des Gesamteinzugsgebietes. Auf dem Weg zur Mündung verliert die Rote Saar an Wassermenge.
Die Abflusswerte schwanken im Laufe des Jahres nur wenig.  Die höchsten Wasserstände werden in den Wintermonaten Januar bis März gemessen. Ihren Höchststand erreicht die Abflussmenge mit 2,16 m³/s im Februar. Von März an geht die Wasserführung kontinuierlich zurück und erreicht ihren niedrigsten Stand im September mit 0,86 m³/s und steigt danach wieder an.
| Monatlicher mittlerer Abfluss in m³/s: Rote Saar bei Vasperviller Die Daten wurden errechnet aus den Werten der Jahre 1968–2020 |
| --- |
| 2,41,81,20,601,461,94Jan.2,16Feb.2,08März1,72Apr.1,52Mai1,28Juni1,02Juli0,88Aug.0,86Sep.1,01Okt.1,29Nov.1,77Dez.                |
| Durchgehende Linie: Mittlerer Jahresabfluss (MQ) 1,46 m³/s                                                                      |
| |
| Quelle: La Sarre Rouge à Vasperviller – hydro.eaufrance.fr                                                                      |